# Хафнинг-бай-Трофайах
Хафнинг-бай-Трофайах (нем. Hafning bei Trofaiach) — община в Австрии, в федеральной земле Штирия.
Входит в состав округа Леобен. Население составляет 1647 человек (на 1 января 2007 года). Занимает площадь 76,34 км². Официальный код — 6 11 03.

## Политическая ситуация
Бургомистр общины — Петер Грубер (СДПА) по результатам выборов 2005 года.
Совет представителей общины (нем. Gemeinderat) состоит из 15 мест.
- СДПА занимает 10 мест.
- АНП занимает 4 места.
- АПС занимает 1 место.